# Tymbark (gromada)
Tymbark – dawna gromada, czyli najmniejsza jednostka podziału terytorialnego Polskiej Rzeczypospolitej Ludowej w latach 1954–1972.
Gromady, z gromadzkimi radami narodowymi (GRN) jako organami władzy najniższego stopnia na wsi, funkcjonowały od reformy reorganizującej administrację wiejską przeprowadzonej jesienią 1954 do momentu ich zniesienia z dniem 1 stycznia 1973, tym samym wypierając organizację gminną w latach 1954–1972.
Gromadę Tymbark z siedzibą GRN w Tymbarku utworzono – jako jedną z 8759 gromad na obszarze Polski – w powiecie limanowskim w woj. krakowskim, na mocy uchwały nr 23/IV/54 WRN w Krakowie z dnia 6 października 1954. W skład jednostki weszły obszary dotychczasowych gromad Tymbark, Piekiełko i Zamieście (bez miejscowości Zadziele) ze zniesionej gminy Tymbark w tymże powiecie. Dla gromady ustalono 25 członków gromadzkiej rady narodowej.
30 czerwca 1960 do gromady Tymbark przyłączono obszar zniesionej gromady Jasna Podłopień oraz wieś Kisielówka ze zniesionej gromady Rupniów.
Gromada przetrwała do końca 1972 roku, czyli do kolejnej reformy gminnej. 1 stycznia 1973 reaktywowano gminę Tymbark.